# Brocard
Brocard je priimek več oseb:
- Georges-Louis-Marie Brocard, francoski general
- Henri Brocard, francoski matematik